# Grankulla stadshus
Grankulla stadshus (finska: Kauniaisten kaupungintalo) är ett stadshus i Grankulla stad, beläget i landskapet Nyland, Finland. En öppen arkitekttävling för att uppföra stadshuset hölls i Grankulla år 1974, där sammanlagt 71 förslag lämnades in till staden. Arkitektbyrån Thua och Kurt Mobergs förslag valdes som vinnare av tävlingen. Det vita stenhuset stod färdigt år 1978.
Senare har det diskuterats att ersätta stadshuset med nya höghus.